# Isleria hauxwelli
Isleria hauxwelli là một loài chim trong họ Thamnophilidae.